# 阿巴迪耶
36°16′N 1°41′E / 36.267°N 1.683°E

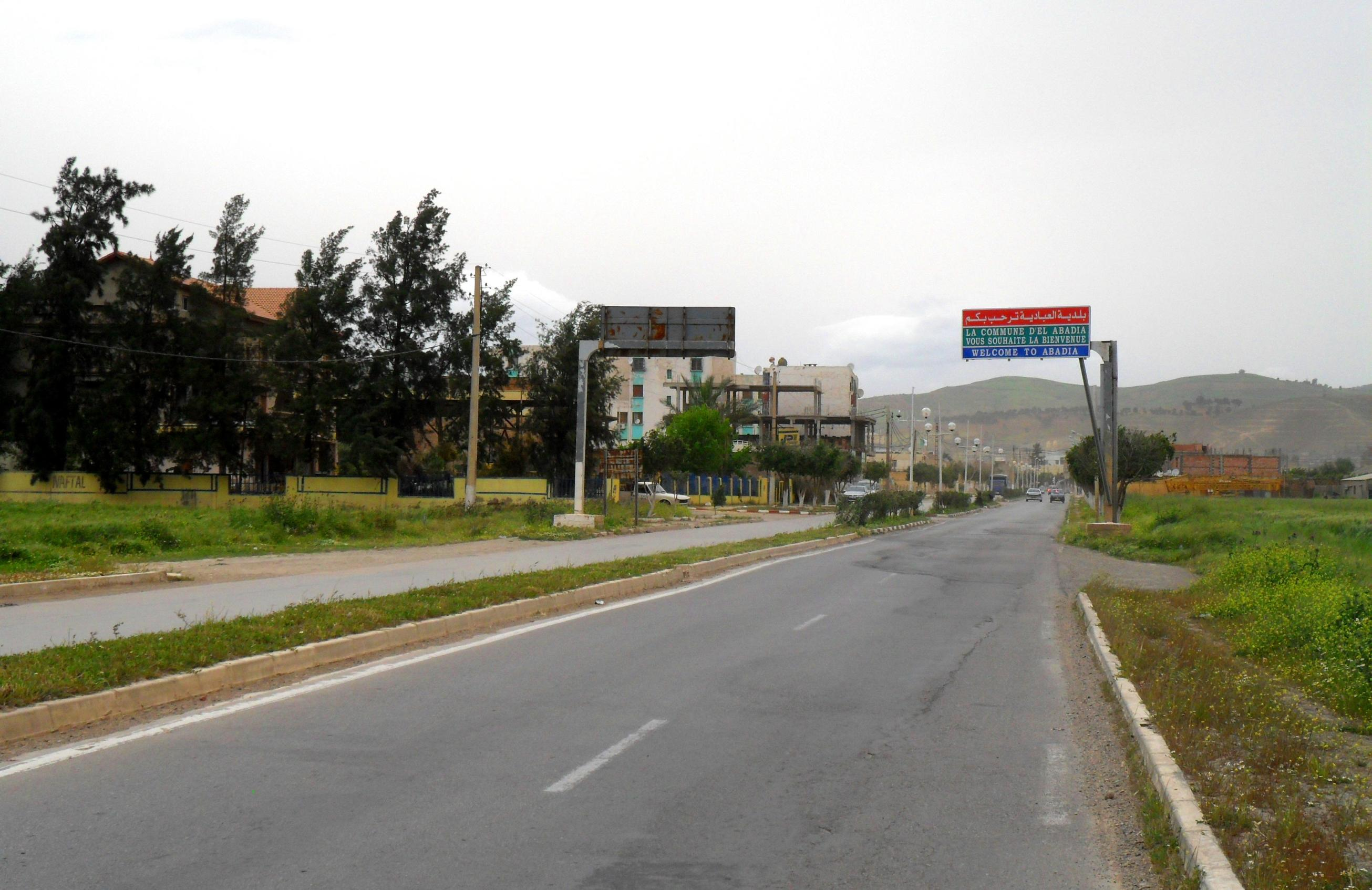
阿巴迪耶

阿巴迪耶（阿拉伯语：‎），是阿爾及利亞的城鎮，位於該國北部，由艾因迪夫拉省負責管轄，是阿巴迪耶區的首府，面積105平方公里，海拔高度177米，2008年人口40,697，人口密度每平方公里388人。